# Banaras Hindu-universiteit
De Banaras Hindu-universiteit (BHU), Hindi: काशी हिन्दू विश्वविद्यालय, is een openbare universiteit in India. De universiteit ligt bij Benares, is opgericht in 1916 en maakt deel uit van de Centrale Universiteiten van India.
De Banaras Hindu-universiteit wordt gezien als de grootste residentiële universiteit van Azië. De volledige campus telt meer dan 128 individuele afdelingen, en heeft een oppervlakte van 5,5 vierkante kilometer.

## Geschiedenis
Het idee voor een Hindoe-universiteit ontstond reeds in 1904. Dit voorstel kwam van Madan Mohan Malaviya. Vrijwel tegelijk kwam ook Annie Besant met het idee voor een universiteit bij Benares onder de naam Universiteit van India. In april 1911 ontmoetten Annie Besant en Madan Mohan Malaviya elkaar, en besloten zich samen in te zetten voor de oprichting van een universiteit bij Benares. Het land waarop de universiteit werd gebouwd werd geschonken door Kashi Naresh.
De universiteit werd opgericht in 1916 en officieel in gebruik genomen op 1 oktober 1917.

## Instituten en faculteiten
- Instituut voor Landbouwwetenschappen
- Instituut voor Medische Wetenschappen
- Sir Sunderlal ziekenhuis
- Instituut voor technologie
- Faculteit voor wetenschap
- Faculteit voor sociale wetenschappen
- Faculteit voor onderwijs
- Faculteit voor kunst
- Faculteit voor visuele kunst
- Faculteit voor podiumkunsten
- Faculteit voor handel
- Faculteit voor rechten
- Faculteit voor managementstudies
- Sanskrit Vidya Dharma Vigyan Sankay
- Mahila Mahavidyalaya